# 태국 음악
태국의 음악은 인도차이나 반도의 음악 중에서 가장 발달된 것으로, 자와섬의 음악과 더불어 동남아시아 음악의 중심을 이루고 있다. 그러나 태국의 음악은 종교 및 기타 문화에서와 마찬가지로 중국과 인도, 캄보디아, 그리고 인도네시아 등 남방 여러 나라로부터의 직접적 또는 간접적 영향을 받아 이룩되었다.

## 역사
오늘날의 따이족은 큰 따이와 작은 따이로 나뉘는데, 아유타야 왕조, 짜끄리 왕조를 일으키고 태국 문화의 중심을 이루고 있는 것은 작은 따이, 즉 타이족이다. 태국의 음악을 대표하는 것도 이 타이족의 음악, 특히 그 합주(合奏)음악이며, 자와섬의 가믈란과 더불어 동남아 특유의 음악으로서 알려져 있다. 중국의 음악, 특히 그 5음 음계가 태국의 음악에 영향을 주었으리라는 것은 태국 민족의 역사적 출발로 보아 쉽사리 짐작이 가는 일이다. 특히 가곡에서 그 영향은 뚜렷하다. 그러나 오늘날의 대표격인 기악 합주곡에는 그 음률, 악곡 형식, 악기 편성 등의 면에서 중국이 영향을 준 흔적이 보이지 않는다. 즉, 그들의 선조는 아악이나 향연악과 같은 중국의 고전 음악을 끝내 배우지 않았던 것이다. 그러므로 태국의 정통 음악은 남중국 시대 문화의 자연적인 발전에서 영향을 받아 이룩되었다기보다는, 그들이 남하하기 시작하여 크메르의 문화에 접하자 갑자기 문화에 눈이 뜨임으로써, 특히 앙코르 공략으로 크메르 문화를 자국(自國)의 아유타야로 가져옴으로써 형성되기 시작한 것으로 볼 수 있다. 이와 같이 태국의 음악이 캄보디아의 음악을 토대로 형성되었다는 것은 그것이 또한 인도 예술의 강한 영향을 받았음을 의미한다. 왜냐하면 크메르의 음악은 인도의 음악, 특히 그 악기의 도입에서 발전된 것이기 때문이다. 캄보디아의 대사원 '앙코르 와트' 회랑(回廊)의 수많은 '라마야나' 조각 벽화의 의상(意想)이 훨씬 후에 건축된 태국의 왕궁 사원 왓 프라깨우의 '라마야나' 벽화에 나타나 있는 것, 그리고 태국의 고전음악의 주축이 인도의 대서사시 '라마야나'에 관한 악곡이라는 점이 이와 같은 사정을 말해준다.  한마디로, 태국의 음악은 7-10세기에 동남아 전역에 지배적이었던 인도의 음악을 지주(支柱)로 삼고 자와섬의 가믈란 음악에 영향을 받아 형성된 캄보디아의 음악을 모체로 하여 자기 나름의 발전을 해온 예술이라고 말할 수 있다.

## 특색
일반적으로 태국의 음악이라고 말할 때는 아유타야 왕조 이래 현재에 이르기까지 강하게 이어져 내려오는 전통적 고전 음악을 가리킨다. 그 음계는 중국의 5성(五聲)과 비슷한 펜타토닉(5음음계)이지만, 악기상의 음률은 한 옥타브를 7등분한 7평균율로 되어 있는 것이 이색적이다. 다만 노래는 중국에서와 같은 배음률(倍音律)에 의한 5음으로 불리므로, 엄밀히는 노래와 기악의 음이 맞지 않는 경우가 많으나 그러한 모순이 실제상의 연주에서는 그리 대수롭지 않고, 그런대로 조화를 이루고 있다. 태국의 고전음악은 노래와 몸짓과 무용, 그리고 마호리(Mahori), 삐팟(ปี่พาทย์, Piphat)의 두 편제(編制)를 가지는 기악과의 합연(合演), 즉 일종의 가무극의 형태로 존속해 왔다. 기악만 따로 연주되는 경우에도 그것은 그와 같은 가무극 중의 곡인 수가 많다.

## 라마끼엔
태국에서 상연되는 가무극의 사실상 거의 대부분이 인도의 '라마야나' 이야기에 바탕을 둔 엄청난 길이의 번안극(飜案劇) '라마끼엔'에 속하는 것이다. '라마끼엔'은 그러므로 사실상 태국의 고전음악을 대표하는 것으로 볼 수 있다. 아유타야 시대부터 2·3백년에 걸쳐 제작되고 연주되어 온 이 '라마끼엔'은 왓 프라깨우 회랑(回廊)의 라마야나 밀화 178장면을 주제로 삼은 것으로, 그 각본은 수천 페이지에 달하고, 중요한 시구(詩句)와 장면에는 모두 곡이 붙여져, 태국 예술국의 통계에 의하면 아유타야 왕조 이래 작곡된 극의 수는 1,200장면에 이른다고 한다. 이 극을 전부 상연하는 데에는 수백 시간이 걸리며, 따라서 실제의 상연은 언제나 그것의 일부분, 즉 한 장면만이 상연된다. 그 음악의 연주방식은 노래와 기악의 동시적 연주가 아니라, 노래와 기악과의 교호적(交互的)인 연주방식에 의거하고 있다. 그 이유로는 태국의 기악에는 타악(打樂)이 많아 동시적 연주에 의해서는 노래의 음성이 잘 들리지 않는다는 것과 노래에서의 5음음계(중국 계통)와 악기의 음률이 엄밀히 일치하지 않는다는 것 등을 들 수 있다.

## 음계와 음률
태국의 음악에 특이한 것은 그 음률이다. 노래나 기악의 실제 연주에서의 가락은 펜타토닉(pentatonic, 5음음계)의 음악의 성격을 띠고 있으나, 그것은 12평균율에 근거한 5음이 아니라 한 옥타브를 7등분한 7평균율에 바탕을 두고 있다. 피타고라스의 음계나 중국의 삼분손익법(三分損益法)에 의한 5음(나아가서는 12평균율)의 결정은 모두 배음률에서 출발하여 완전5도 음정을 기준삼아 얻어진 것이나, 태국의 음률은 그러한 배분율에 의하지 않고 소리와 소리와의 간격을 똑같이 한 7평균율인 것이 특색이다. 즉, 태국의 7음음계에는 온음(全音)이나 반음(半音)의 음정이 없이 그 소리들 사이의 간격이 모두 고른 것이다. 태국의 기본 악기인 리앗을 비롯한 모든 고전음악의 악기가 이 음률로 조율되어 있다. 따라서 펜타토닉에 기본을 둔 태국의 음악의 실제의 연주에서는 제4, 제7음은 다만 장식적·경과적으로밖에는 쓰이지 않는다. 이러한 특이한 태국의 음률이 언제 누구에 의하여 만들어졌는지는 밝혀지지 않았으나 조바꿈(轉調)이 자유롭다는 등의 이점도 있고 하여 다소의 불합리를 무릅쓰고도 오늘날까지 이 음률이 쓰이고 있는 것 같다.

## 편성

### 마호리 편성
삐팟 편성과 함께 태국의 고전음악의 악기 편성 방식 중 하나로서, 현악기가 중심이 되고 흔히 여성에 의하여 연주된다. 악기 구성은 현악기인 짜케(จะเข้), 소삼사이(ซอสามสาย), 끄라짜삐(กระจับปี่), 소우(ซออู้), 타악기인 라낫(ระนาด), 콘웡(ฆ้องวง), 톤(Thon), 람마나(Rammana), 칭(ฉิ่ง), 관악기인 클루이(ขลุ่ย) 등이다.

### 삐팟 편성
마호리 편성과 함께 태국의 고전음악의 연주를 위한 악기 편성 방식의 하나로서 타악기가 중심이고, 악기 구성은 타악기인 라낫(ระนาด), 콘웡(Khon wong, 여러 종류), 송나(Song na), 타포논(Taponeon), 크랍 세빠(Crapp sebpa), 콩디오(Khong dio), 끌로탓(Glo tat)과 관악기인 삐(Pee) 등이다.

## 태국 음악의 악기
태국의 악기에는 마호리(Mahori), 삐팟(Pipat)에 쓰이는 고전악기와 약간의 민속악기가 있다. 고전악기로서 중요한 것으로는 짜케, 라낫, 소삼사이, 삐 등이 있다.

### 짜케
악어 모양의 발현악기. 원래는 악어를 잡아 말려서 그 몸통에 3현을 단 것이었다. 인도에서 생긴 것으로 버마를 거쳐 크메르에 전해진 것이 다시 태국으로 들어온 것이다. 줄은 견현(絹絃) 둘과 금속선 하나로 되어 있고, 11개의 플랫(flat)이 등비간격(等比間隔)으로 놓여 있다.

### 소삼사이
3현호궁(三絃胡弓). 크메르에서 들어왔다. 아유타야 시대에도 있었던 모양으로, 태국의 오랜 사원(寺院) 벽화의 천녀주악도(天女奏樂圖)에도 나타나 있다. 하트 모양의 동체에 손잡이가 길어 우아한 악기이다.

### 삐
복황(複簧) 종적(縱笛). 방추형(紡錘形)의 목관악기로 직경 3cm, 길이 40cm 가량이다. 여섯 개의 구멍이 있다. 여러 종류가 있는데, 삐나이(Pi nai)가 가장 크고, 삐녹(Pi nok)이 중간 크기, 삐끌랑(Pi klang)이 가장 작다. 삐팟(Pipat) 편성의 주요 선율악기로서 태국의 고유 악기이다.

## 라낫
목금계(木琴系) 타건악기(打鍵樂器). 태국의 대표적인 악기로서 고음부를 맡는 라낫엑(Ranat ek)과 저음부를 맡는 라낫툼(Ranat thum)이 있다.

## 같이 보기
- 태국 전통 악기
- GMM 그램미